# Patrick Huerre
Patrick Huerre, né en 1947, est un physicien français de mécanique des fluides. 
Il est directeur de recherche émérite au Centre national de la recherche scientifique (CNRS) et membre de l'Académie des sciences.

## Biographie

### Formation
Patrick Huerre est diplômé de l’École centrale de Paris en 1970. Il obtient par la suite une maîtrise, puis un doctorat en sciences aéronautiques à l’université Stanford (1976).

### Carrière
Au cours de son doctorat (1971-1975), Patrick Huerre est assistant de recherche dans le département d’aéronautique et d’astronautique à l'université Stanford. De 1976 à 1978, il effectue un postdoctorat avec David Crighton dans le département de mathématiques appliquées à l’université de Leeds. En 1978, il est engagé par Janos Laufer comme professeur assistant de génie aérospatial à l'université du Sud de la Californie, Los Angeles. Il y sera ensuite promu professeur associé puis professeur. En 1989, il revient en France après sa nomination comme professeur de mécanique à l’École polytechnique, poste qu’il occupera jusqu’en 2012. En 1990, il fonde avec Jean-Marc Chomaz le Laboratoire d'hydrodynamique (LadHyX) qu’il dirige jusqu’en 2008. En parallèle, de 1991 à 2012, il est directeur de recherche au CNRS. Il est actuellement directeur de recherche émérite. Il est invité en 2015 comme professeur au Miller Institute for basic research in science de l’université de Californie à Berkeley.

## Travaux scientifiques
Les recherches théoriques de Patrick Huerre portent sur la dynamique des fluides. La majorité de ses travaux a trait aux instabilités hydrodynamiques en vue de rendre compte de la transition vers le chaos ou la turbulence, dans les écoulements cisaillés. Les configurations étudiées sont, par exemple, l’allée tourbillonnaire de Bénard-Karman dans le sillage d’un cylindre ou les tourbillons de Kelvin-Helmholtz dans la couche de mélange séparant deux écoulements parallèles de vitesses différentes. L’utilisation des concepts d’instabilité convective/absolue lui a permis d’établir une distinction rigoureuse entre les écoulements de type amplificateur et ceux de type oscillateur.  L’introduction, pour les oscillateurs, de la notion de mode global linéaire a ainsi conduit à l’établissement de critères de sélection de fréquence en très bon accord avec les expériences. Ces concepts ont ensuite été généralisés au régime pleinement non linéaire,,. En aéro-acoustique, Patrick Huerre a identifié la super-directivité comme un concept clé dans la production de bruit aérodynamique dans les écoulements cisaillés. Au cours de ces dix dernières années, il a caractérisé le rayonnement acoustique des modes globaux présents dans les jets chauds ainsi que les propriétés globales d’instabilité des panaches. Il se tourne maintenant vers l’analyse asymptotique des couches critiques baroclines et leur rôle dans la génération de tourbillons «zombies» dans les disques proto-planétaires en astrophysique.

## Distinctions

### Décorations
Le 11 juillet 2003, Patrick Huerre est nommé au grade de chevalier dans l'ordre national de la Légion d'honneur au titre de « professeur à l'Ecole polytechnique ; 35 ans de services civils ».
En 2010, il est chevalier de l'ordre des Palmes académiques.

### Prix
Patrick Huerre a reçu en 1989 le TRW Award for Teaching Excellence (États-Unis), en 1992 le prix Montyon de l'Académie des sciences et en 2002 le prix Lazare-Carnot de l'Académie des sciences ; il est fellow de la Société américaine de physique depuis 1993.
- 1994-1998 : co-rédacteur en chef, European Journal of Mechanics B / Fluids
- 1998 : conférence Batchelor, université de Cambridge
- 1999-2009 : rédacteur en chef  associé, Journal of Fluid Mechanics
- 2003-2012 : président de la Société européenne de mécanique (EUROMECH)
- 2012 : Conférence Laufer, University of Southern California
- 2022 : EUROMECH Fluid Mechanics Prize

Le 19 novembre 2002, Patrick Huerre est élu membre de l'Académie des sciences dans la section « Sciences mécaniques et informatiques ».